# Jayavarman VII.

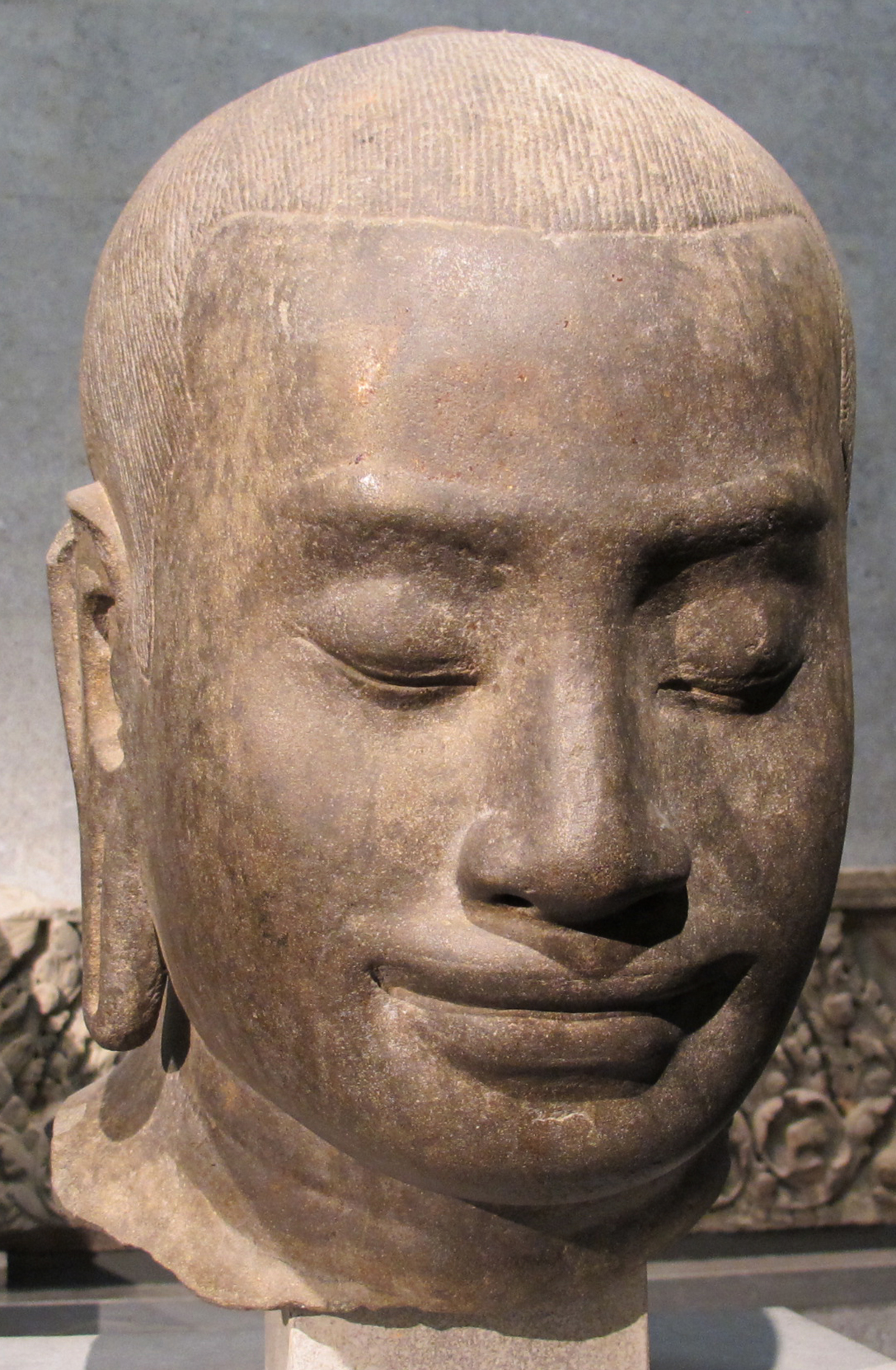
Portraitkopf Jayavarmans VII.

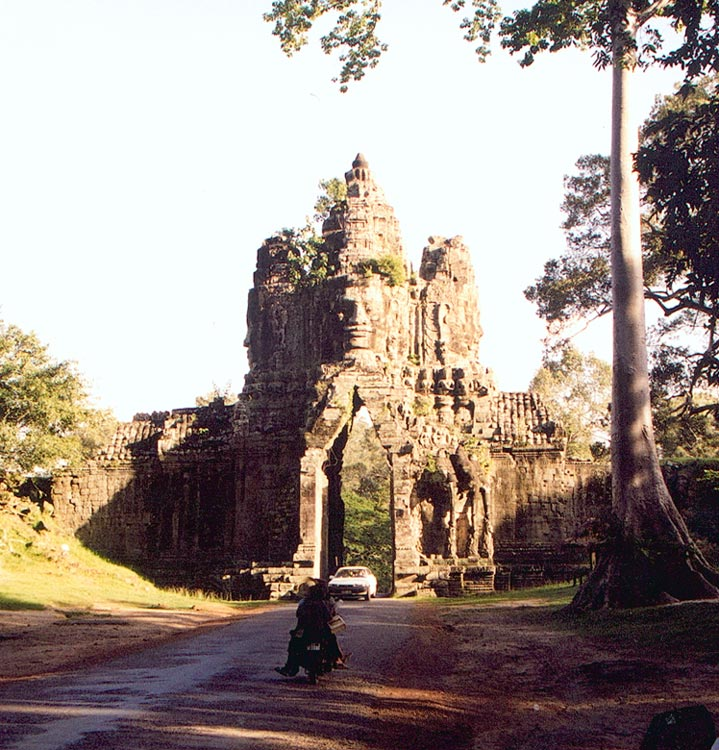
Südtor zur neuen, unter Jayavarman VII. errichteten, Hauptstadt

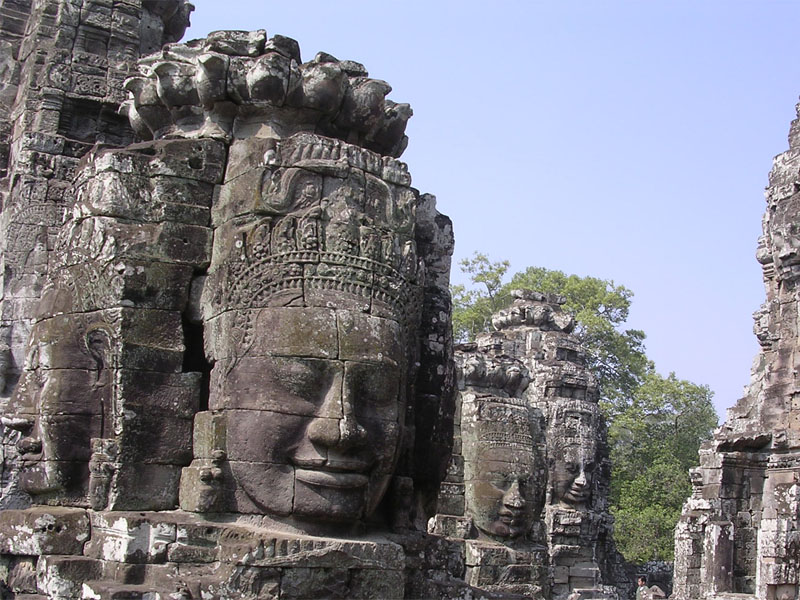
Bayon

Jayavarman VII. (* 12. Jahrhundert; † nach 1206, möglicherweise 1220) war von 1181 bis nach 1206 oder 1220 König des Khmer-Reiches Kambuja, bekannt als das Reich von Angkor. 
Er war der Sohn von Dharanindravarman II., der vermutlich nie regierte, und dessen Frau Cūdāmani, der Tochter des Königs Harshavarman III. (regierte ab ca. 1067 bis zumindest 1071/72). Als Heerführer erfuhr er während eines Feldzuges (gegen wen, ist nicht klar) von der Thronbesteigung durch Yaśovarman II. und anschließend (um 1165) von dessen Sturz und Tod durch die Rebellion Bhārata Rāhus. Infolge dieser Wirren bestieg dann ca. 1165 Tribhuvanādityavarman den Thron. Jayavarman wollte nach eigenen Aussagen Yaśovarman II. zu Hilfe kommen, erreichte die Hauptstadt aber nicht mehr rechtzeitig und zog sich mit seinen Soldaten während der folgenden Jahre an einen nicht näher bekannten Ort zurück.
Am 14. Juni 1177 eroberten die Cham, überraschend mit Schiffen von Osten über den Tonle-Sap-See kommend, die Hauptstadt der Khmer, wobei auch Tribhuvanādityavarman den Tod fand. Jayavarman gelang es schließlich, die Invasoren zu besiegen. Im Jahre 1181, bestieg er als Jayavarman VII. den Thron. In der Folge führte er weiterhin Feldzüge gegen die Cham, drängte sie immer weiter zurück, eroberte schließlich mit Hilfe des verbündeten Cham-Prinzen Vidyānandana deren Hauptstadt Vijaya und setzte seinen Schwager, den Prinzen In, als König Sūryajayavarmadeva ein. Zugleich richtet sich auch Vidyānandana ein eigenes Reich im Süden Champas ein und nahm den Königsnamen Suryavarmadeva an. Um das Jahr 1193 übernahm er die Macht im gesamten Reich von Champa und lehnte sich gegen die Oberherrschaft von Jayavarman VII. auf. Bis 1203 führten sie nun wieder Krieg gegeneinander, der damit endete, dass Jayavarman VII. seinen Widersacher zur Flucht nach Đại Việt (siehe Geschichte Vietnams) zwang. In der Folge verblieb Champa bis etwa 1220 als Provinz unter der Herrschaft der Khmer.
Jayavarman VII. gilt als einer der bedeutendsten und letzter der großen Könige von Angkor. Während seiner langjährigen Herrschaft wurde eine neue Hauptstadt etwa 1,5 km nördlich von Angkor Wat errichtet: die „große Stadt“, Angkor Thom. Der König war, im Unterschied zu seinen hinduistischen Vorgängern, Buddhist. So entstanden in seinem Auftrag eine Vielzahl buddhistischer Tempel – darunter der für seine meterhohen Gesichtertürme bekannte Bayon als neuer Haupttempel – sowie Klöster und Universitäten wie Ta Prohm.
Das Reich der Khmer erreichte, gemäß verschiedenen Inschriften aus jener Zeit, unter Jayavarman VII. seine wohl größte Ausdehnung. Neben Champa herrschte der König zeitweise auch über weite Teile der malaiischen Halbinsel, das südliche Laos und Gebiete des späteren Thailand.
Im heutigen Kambodscha wird er als Förderer des Buddhismus verehrt. Eine Statue im Nationalmuseum von Phnom Penh zeigt ihn in meditierender Haltung – es existieren viele Kopien von ihr im ganzen Land.